# Elia Kazan
Elia Kazan  (registrado al nacer como Elias Kazancjoglou o Elias Kazancioglu, en griego: Ηλίας Καζαντζόγλου; Estambul, 7 de septiembre de 1909-Nueva York, 28 de septiembre de 2003) fue un director de cine y escritor griego nacionalizado estadounidense. 

## Biografía

### Orígenes
Nació en Constantinopla, en el antiguo Imperio otomano (actual Turquía). Era hijo de un comerciante de alfombras griego, por lo que formaba parte de la minoría de lengua griega y religión cristiana ortodoxa del Imperio otomano. Llegó con sus padres, George y Athena Kazantzoglou (nacida como Shishmanoglou), a los Estados Unidos el 8 de julio de 1913.
Su familia abandonó su país natal para trasladarse a Berlín cuando Elia solo tenía dos años de edad. Después de una breve estancia en la capital alemana, que no mejoró su situación económica, en 1913 la familia se instaló en Nueva York, donde el cabeza de familia montó un negocio de alfombras con el que consiguió enriquecerse con rapidez, hasta que la crisis de 1929 puso fin a su prosperidad.

### Actividad teatral
Interesado por el teatro, en 1930 Kazan ingresó en la Universidad de Yale, donde cursó Arte Dramático durante dos años, costeándose los estudios con su trabajo como portero de noche de un edificio. Montó su primera obra teatral, El segundo hombre, de Samuel N. Behrman, en 1931, y en 1932 debutó como actor en la obra Chrysalis, que tenía a Margaret O'Sullivan y Humphrey Bogart como protagonistas. Por esas mismas fechas se incorporó al Group Theatre, una formación que entendía el arte escénico de una manera novedosa y experimental para la época. Llevó a escena, entre otras obras, La muerte de un viajante y Después de la caída, ambas de Arthur Miller.
Pronto se reveló como uno de los directores más innovadores del Group Theatre, lo que le valió en 1943 el premio de la crítica por la puesta en escena de The Skin on our Teeth, de Thornton Wilder. En 1947 fue, junto con Cheryl Crawford y Robert Lewis, uno de los fundadores del Actor's Studio, la mítica escuela de formación de actores. Esta escuela tuvo una influencia decisiva en el teatro estadounidense y de ella salieron actores de la talla de Marlon Brando, James Dean, Montgomery Clift, Marilyn Monroe, Geraldine Page y Paul Newman.

### Actividad cinematográfica

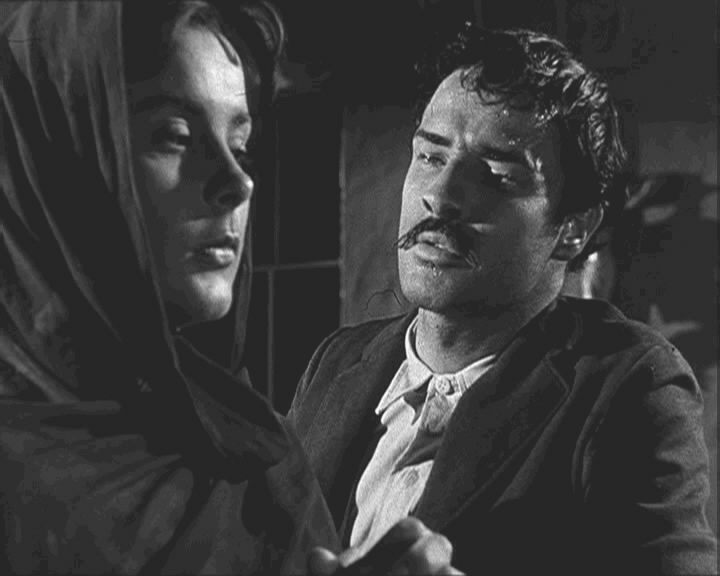
Fotograma de Viva Zapata! (1952), dirigida por Kazan y protagonizada por Marlon Brando, Jean Peters y Anthony Quinn.

En 1944 dirigió su primer largometraje, A Tree Grows in Brooklyn (Lazos humanos). Le siguieron Boomerang (El justiciero, 1947) y The Sea of Grass (Mar de hierba, 1947), que le valieron dos premios de la crítica; Gentleman's Agreement (La barrera invisible, 1947) por el que obtuvo su primer Óscar; Pinky (1949); Panic in the Streets (Pánico en las calles, 1950); y A Streetcar Named Desire (Un tranvía llamado deseo, 1951), por la que fue nominado al Óscar.: 36 
Los años siguientes a estos hechos fueron los más prolíficos de toda su carrera. Sin desatender la dirección dramática ni la actividad literaria, realizó numerosas y célebres películas: Viva Zapata! (1952); Man on a Tightrope (Fugitivos del terror rojo, 1952); On the Waterfront (Nido de ratas / La ley del silencio, 1954) por la que ganó su segundo Óscar en 1955; East of Eden (Al este del paraíso / Al este del Edén, 1955) su cuarta nominación al Óscar como director; Baby Doll (1956); Wild River (Río Salvaje, 1960); Splendor in the Grass (Esplendor en la hierba, 1961).
Más tarde redujo su actividad cinematográfica, hasta que la abandonó para dedicarse enteramente a la producción literaria desde finales de los setenta. Sus últimas realizaciones fueron America, America (1963), a partir de una novela autobiográfica publicada en 1962; The Arrangement (El compromiso, 1968); The Visitors (Los visitantes, 1972); y The Last Tycoon (El último magnate, 1976).

### Actividad literaria
Como autor literario también logró el reconocimiento de público y crítica. Aparte de America, America, publicó The Assassins (1972); The Understudy (1974); Acts of Love (1978); The Anatolian (1982); y Elia Kazan: a Life (1989), minuciosas memorias por las que desfilan numerosos personajes de Hollywood. En España se publicaron seis novelas suyas con los títulos: Los asesinos, América, América, El doble, El compromiso, El hombre de Anatolia y Actos de amor. También se publicó su autobiografía titulada Mi vida.

### Galardones
Consiguió dos Óscar, ambos como mejor director. También recibió en 1999 un Honorífico al conjunto de su carrera. Además de los Óscar por sus películas, Kazan recibió numerosos galardones como el Oso de Oro especial por el conjunto de su obra en el Festival de Berlín.

### Matrimonio
Contrajo matrimonio en tres ocasiones. Con Molly Day Thacher en 1932, con la que tuvo dos hijos y dos hijas, y con la actriz Barbara Loden en 1967, con la que tuvo dos hijos más, ambas fallecidas. En 1982 se casó con Frances Rudge con la que estuvo hasta la muerte del director. 

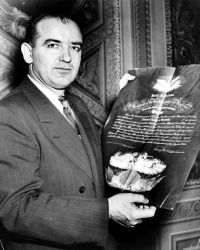
Joseph R. McCarthy, senador que lideró el Comité de Actividades Antinorteamericanas entre 1950 y 1956.

### Testimonio en la caza de brujas
Consiguió una cierta notoriedad tras su testimonio ante el Comité de Actividades Antinorteamericanas en la época del mccarthismo y la caza de brujas. En 1952, el mismo año en que se estrenaba su Viva Zapata!, testificó contra sus antiguos compañeros del Partido Comunista, delación con la que consiguió seguir desarrollando su carrera y su estatus, pero que no olvidaron algunos actores y demás colegas de su profesión. Kazan inicialmente se negó a dar nombres, pero después nombró a ocho exmiembros del Group Theatre que él identificó como comunistas: Clifford Odets, J. Edward Bromberg, Lewis Leverett, Morris Carnovsky, Phoebe Brand, Tony Kraber, Ted Wellman y Paula Miller. Más tarde comprometió también a Lee Strasberg. Aunque todos estos ya eran viejos conocidos del Comité, su declaración no los ayudó en sus carreras, que quedaron truncadas. Al recibir Elia Kazan su Óscar honorífico, varios colegas se negaron a aplaudirlo y a ponerse en pie, para dejar así patente su rechazo.
Kazan trató de justificar sus delaciones. En su novela El anatolio y en su película America, America explica que su admiración por el modo de vida americano lo llevó a velar por su país. Estas obras autobiográficas cuentan los avatares de un joven griego anatolio que, como otros millones de emigrantes, deja su tierra natal hostil para acceder al nuevo paraíso. Tampoco fue casual que Kazan deformara la historia de la lucha de los obreros portuarios de Nueva York en La ley del silencio. Los sindicatos de obreros portuarios, que en la realidad tenían mayoría de comunistas, aparecen dominados por la Mafia. El protagonista, representado por Marlon Brando, hace una auténtica apología de la delación.

## Filmografía
| Año  | Título                      |
| ---- | --------------------------- |
| 1940 | It's Up to You (documental) |
| 1945 | Lazos humanos               |
| 1946 | Mar de hierba               |
| 1947 | Boomerang                   |
| 1947 | Gentleman's Agreement       |
| 1949 | Pinky                       |
| 1950 | Pánico en las calles        |
| 1951 | Un tranvía llamado Deseo    |
| 1952 | ¡Viva Zapata!               |
| 1953 | Fugitivos del terror rojo   |
| 1954 | On the Waterfront           |
| 1955 | East of Eden                |
| 1956 | Baby Doll                   |
| 1957 | Un rostro en la multitud    |
| 1960 | Río salvaje                 |
| 1961 | Esplendor en la hierba      |
| 1963 | América, América            |
| 1969 | El compromiso               |
| 1972 | Los visitantes              |
| 1976 | El último magnate           |

## Teatro (obras dirigidas en Broadway)
- The Changeling (1964)
- But For Whom Charlie (1964)
- After the Fall (1964)
- Sweet Bird of Youth (1959)
- J.B. (1958)
- The Dark at the Top of the Stairs (1957)
- Cat on a Hot Tin Roof (1955)
- Tea and Sympathy (1953)
- Camino Real (1953)
- Flight Into Egypt (1952)
- Death of a Salesman (1949)
- Love Life (1948)
- Sundown Beach (1948)
- A Streetcar Named Desire (1947)
- All My Sons (1947)
- Dunnigan's Daughter (1945)
- Deep Are the Roots (1945)
- Jacobowsky and the Colonel (1944)
- One Touch of Venus (1943)
- Harriet (1943)
- The Skin of Our Teeth (1942)
- The Strings, My Lord, Are False (1942)
- Cafe Crown (1942)
- Thunder Rock (1939)
- Casey Jones (1938)
- The Young Go First (1935)

## Premios y distinciones
Premios Óscar
| Año  | Categoría            | Película                 | Resultado |
| ---- | -------------------- | ------------------------ | --------- |
| 1948 | Mejor director       | La barrera invisible     | Ganador   |
| 1952 | Mejor director       | Un tranvía llamado deseo | Candidato |
| 1955 | Mejor director       | La ley del silencio      | Ganador   |
| 1956 | Mejor director       | East of Eden             | Nominado  |
| 1964 | Mejor director       | América, América         | Nominado  |
| 1964 | Mejor película       | América, América         | Nominado  |
| 1964 | Mejor guion adaptado | América, América         | Nominado  |
| 1999 | Óscar honorífico     | Óscar honorífico         | Ganador   |

Festival Internacional de Cine de Venecia
| Año  | Categoría                  | Galardonado              | Resultado |
| ---- | -------------------------- | ------------------------ | --------- |
| 1950 | Premio Internacional       | Pánico en las calles     | Ganador   |
| 1951 | Premio Especial del Jurado | Un tranvía llamado Deseo | Ganador   |
| 1954 | León de Plata              | La ley del silencio      | Ganador   |
| 1954 | Premio Pasinetti           | La ley del silencio      | Ganador   |
| 1954 | Premio OCIC                | La ley del silencio      | Ganador   |

Festival Internacional de Cine de Cannes
| Año  | Categoría                | Película         | Resultado |
| ---- | ------------------------ | ---------------- | --------- |
| 1955 | Mejor película dramática | Al este del Edén | Ganador   |

Medallas del Círculo de Escritores Cinematográficos
| Año  | Categoría                 | Película     | Resultado |
| ---- | ------------------------- | ------------ | --------- |
| 1958 | Mejor director extranjero | East of Eden | Ganador   |

Festival Internacional de Cine de San Sebastián
| Año  | Categoría                         | Película         | Resultado |
| ---- | --------------------------------- | ---------------- | --------- |
| 1964 | Concha de Oro a la mejor película | América, América | Ganador   |